# Шкода кодијак
Шкода кодијак (чеш. Škoda Kodiaq) је теренски аутомобил који производи чешка фабрика аутомобила Шкода од друге половине 2016. године.
Кодијак је највеће Шкодино теренско возило, које је засновано на MQB платформи као и Фолксваген тигуан II и Сеат атека. Међутим, кодијак ће имати седам седишта и дужину од 4,7 метара, што значи да је већи од тигуана. Кодијак има амбицију да се такмичи са луксузним ривалима као што су Ауди Q5 и BMW X3, тако да се очекује богатија стандардна опрема него што је уобичајено код Шкодиних модела. Очекује се да ће бити прво Шкодино возило са уграђеним хибридним електричним погоном.
Као концепт возило први пут је представљен на салон аутомобила у Женеви марта 2016. године под називом VisionS concept. Раније се претпостављало да ће се ново возило звати Snowman или Polar, међутим крајем 2015. године одлучено је да ће се звати кодијак, по медведу Кодијаку, који живи на јужној обали Аљаске. Премијеру је имао на салону у Паризу у октобру 2016. године, а на тржиште је дошао почетком 2017. године.